# Onan Runggu (plaats)
Onan Runggu is een bestuurslaag in het regentschap Samosir van de provincie Noord-Sumatra, Indonesië. Onan Runggu telt 1345 inwoners (volkstelling 2010).